# Liochthonius nortoni
Liochthonius nortoni är en kvalsterart som beskrevs av R. Martínez och Casanueva 1995. Liochthonius nortoni ingår i släktet Liochthonius och familjen Brachychthoniidae. Inga underarter finns listade i Catalogue of Life.